# Dispenzarizace
Dispenzarizace neboli dispenzární péče je soustavná odborná lékařská péče, obvykle součást hrazené zdravotní péče. Je to preventivní vyšetřování, sledování či dohled nad osobou, která má určitý rizikový faktor, vhodný k sledování ohroženého nebo trpícího onemocněním, které v době zařazování do dispenzární péče nevyžaduje poskytování akutní zdravotní péče. Z předpokládaného vývoje nemoci lze ale důvodně předpokládat takovou změnu zdravotního stavu, jejíž včasné zachycení může mít zásadní význam pro další léčení a vývoj onemocnění, včasné zjištění nepříznivého vývoje zdravotního stavu pacienta, pružnou úpravu léčby, účinnější předcházení komplikacím apod. Součástí péče bývá pravidelné zvaní pacienta na prohlídky.

## Česká republika
Dispenzarizace je za stanovených podmínek zařazena do hrazené péče a je regulována zákonem č. 48/1997 Sb. a vyhláškou č. 39/2012 Sb.
V ČR se dispenzární péče poskytuje
- dětem do jednoho roku,
- vybraným dětem od jednoho roku věku chronicky nemocným a ohroženým poruchami zdravotního stavu, a to v důsledku nepříznivého rodinného nebo jiného společenského prostředí,
- vybraným mladistvým,
- těhotným ženám ode dne zjištění těhotenství,
- ženám, které používají hormonální a nitroděložní antikoncepci,
- pojištěncům ohroženým nebo trpícím závažným onemocněním (diabetem, hypertenzí, tuberkulózou, nádorem aj.).